# Évonymé
Dans la mythologie grecque, Évonymé (en grec ancien Εὐωνύμη / Euônúmê) est une déesse, amante ou épouse de Cronos.

## Anthroponymie

### Attestations
Évonymé est citée dans un fragment attribué au poète crétois Épiménide cité dans un commentaire de Tzétzès à Lycophron, la qualifiant à cette occasion de l'épithète de « florissante » :
| Γέματο δ Εύονύμν θαλερόν Κρόνος άγκυλομήτης, Εκ τοΰ καλλίκορος γένερο χρυσή Αφροδιτη, Μοιραί τ' άθάνατοι καί ' Εριννύες αίολόδωροι. | Kronos married the blooming Euonyme, who bore to him beautiful-haired golden Aphrodite, the Deathless Fates, and the variety-bestowing Erinnyes. |

Chez Diodore de Sicile, une des îles Éoliennes porte ce nom, sans qu'il soit permis pour autant d'établir un lien quelconque entre la divinité et l'île.

### Étymologie
Pour certains, comme Thomas Keightley et, plus récemment, Károly Kerényi, son nom serait une simple corruption, depuis l'Antiquité, de celui de l'Océanide Eurynomé. L'Eurynomé d'Homère, Hésiode, Apollodore et Nonnos étant néanmoins généralement associée à Ophion, à Zeus et aux Charites plutôt qu'à Cronos, aux Moires et aux Érinyes, l'explication proposée par Keightley reste sujette à caution.

## Généalogie et famille
Certains mythes font d'elle l'amante ou l'épouse de Cronos dont elle conçoit Aphrodite, les Moires et les Érinyes[réf. nécessaire].

Compte tenu du fait que ses amours avec Cronos semblent remonter au règne de ce Titan plutôt qu'à celui de Zeus, les mythographes ont généralement tendance à ranger Évonymé parmi les Titanides issues d'Ouranos. 
Hésiode dans sa Théogonie fait d'Aphrodite et des Érinyes des demi-sœurs, issues de la castration d'Ouranos par son fils Cronos.
À Athènes, Aphrodite Ourania est fréquemment regardée comme l'aînée des Moires (Pausanias, Description de la Grèce, I, 19).